# 총 냄새
"총 냄새"(Smells Like The Gun)는 한국에서 제작된 이광복 감독의 2001년 드라마 영화이다. 이종환 등이 주연으로 출연하였다.

## 출연

### 주연
- 이종환
- 고민정
- 정만식

## 제작진
- 조명: 이정우
- 사운드: 윤성민
- 번역: 권소영